# Antoine Rongiès
Antoine Rongiès est un homme politique français né le 17 février 1754 à Flageac (Haute-Loire) et mort le 3 juin 1807 au même lieu.

## Biographie
Cultivateur, il est député de la Haute-Loire en 1791 à l'Assemblée nationale législative, siégeant avec la majorité. Réélu à la Convention, il vote la mort de Louis XVI et démissionne le 1er octobre 1793.

## Sources
- « Antoine Rongiès », dans Adolphe Robert et Gaston Cougny, Dictionnaire des parlementaires français, Edgar Bourloton, 1889-1891 [détail de l’édition]